# Карафа, Карло
Карло Карафа, также иногда Караффа (итал. Carlo Carafa; 29 марта 1517, Неаполь — 4 марта 1561, Рим) — итальянский кондотьер и кардинал-непот из рода Карафа, племянник и любимец папы римского Павла IV. Служил в габсбургско-испанских войсках. Был губернатором нескольких городов, легатом и главой папской канцелярии. Во внешней политике придерживался антииспанских взглядов.

## Биография
Карло родился в аристократической семье. Его отцом был Джованни Альфонсо Карафа, граф Монторио, брат Антонио впоследствии становится кардиналом, другой брат, Джованни — герцогом Палиано. Дядя Джанпьетро Карафа был избран конклавом папой Римским под именем Павла IV.
В детстве и юности Карло воспитывался при дворе кардинала Помпео Колонна, а затем герцога де Кастро, Пьерлуиджи Фарнезе. Когда юноше исполняется 15 лет, он выбирает для себя карьеру военного. В этом возрасте папа Римский Павел III посвящает его в рыцари Мальтийского ордена и обещает передать ему приорат в Неаполе. Отказ императора Карла V утвердить Карло Карафа на этом посту послужил одной из причин, вынудивших Карло занимать впоследствии последовательную антииспанскую позицию в политике.
Тем не менее, первоначально Карло Карафа служит в габсбургско-испанских войсках — под началом Альфонсо д’Авалоса в Ломбардии и Пьемонте, и затем в армии известного полководца Оттавио Фарнезе, герцога Пармского, во Фландрии и в Германии. Позднее он переходит на французскую службу.
Карло Карафа был типичным для XVI столетия кондотьером, профессиональным офицером-наёмником — тщеславным и не страдавшим от угрызений совести, преданным лишь соблюдению собственных интересов и интересов своей фамилии, своего рода. Он неоднократно нарушал данную присягу и переходил на сторону противника. В 1545 году он был обвинён в Неаполе в грабежах и убийстве, позднее ему было предъявлено обвинение в убийстве раненых испанских солдат в госпитале.
После того, как его дядя Джанпьетро Карафа избирается папой Римским, Карло Карафа в 1555 году становится кардиналом. Папа, знавший о прошлых преступлениях своего племянника, при введении его в кардинальское звание отпустил ему все предыдущие прегрешения. При этом были названы «святотатство», «убийство», «кража» и «грабёж». Позднее, в новом звании, Карло Карафа становится во главе различных ведомств Папского государства. Он был губернатором нескольких городов, легатом и главой папской канцелярии.
Как и Павел IV, во внешней политике Карло Карафа придерживался антииспанских взглядов, и всячески поддерживал его действия на создание союза с Францией. Он постоянно поддерживал своих родственников в их стремлениях закрепиться при Папском дворе на высоких должностях (что, впрочем в те времена было обычным явлением). Дважды Карло Карафа выполнял функции папского посла ко двору французского короля Генриха II. Его задачей при этом было создание союза между Францией, Папским государством и герцогством Феррара. В случае его заключения род Карафа получал в своё владение город Сиену. Франция должна была получить Неаполитанское королевство, а папа — Миланское герцогство. В результате в 1556 году началась война между франко-папской коалицией с одной стороны, и Испанией с её союзниками — с другой. Несмотря на французскую помощь, папская армия потерпела от испанских и имперских войск поражение, часть территории Папского государства была занята испанцами.
В 1557 году Карло Карафа отправляется в Мадрид, ко двору испанского короля Филиппу II с заданием вести переговоры о заключении мира.
Несмотря на то, что миссия в Мадрид оказалась малорезультативной, Павел IV передал в руки племянника ещё больше политических полномочий так, что тот становится фактически руководителем государства. В отличие от папы, ведшего аскетический образ жизни, Карло Карафа увлекался охотой, азартными играми и т. п., вёл разгульный образ жизни. В это же время брат его, Джованни, стал участником громкого скандала, убив из ревности свою жену. Противники братьев донесли обо всём этом Павлу IV, который в результате отстранил в 1559 году Карло Карафа от власти и отправил в ссылку.
После смерти Павла IV Карло получил вновь звание кардинала и в 1559 году принял участие в конклаве кардиналов, на котором возглавил одну из влиятельных партий. После избрания новым папой Пия IV были вновь рассмотрены совершённые Карло Карафа при власти его дяди преступления. В 1560 году он был схвачен и, вместе со своим братом Джованни и некоторыми другими родственниками отправлен в тюрьму. Под прямым контролем Пия IV был проведён судебный процесс, на котором Карло был обвинён в целом ряде преступлений, в том числе в убийствах, содомии и ереси, при этом были подняты акты, свидетельствовавшие против него ещё во время службы в солдатах (когда он якобы во время прохождения некоей религиозной процессии позволил себе еретические речи). Карло Карафа в результате был приговорён к смерти и удушен палачом в замке св. Ангела в Риме. Через некоторое время дело Карло Карафа было пересмотрено, и он был посмертно реабилитирован.
Похоронен он, как и его дядя, папа Павел IV, в капелле Карафа церкви Санта-Мария-сопра-Минерва в Риме.